# Andrographis serpyllifolia
Andrographis serpyllifolia là một loài thực vật có hoa trong họ Ô rô. Loài này được (Vahl) Wight mô tả khoa học đầu tiên năm 1850.